# Советско-американские отношения
Советско-американские отношения — политические и экономические отношения между двумя сверхдержавами, СССР и США.

## Дипломатическое признание Советской России
К моменту установления советской власти значение США в экономике России было невелико. Например, только 5 % инвестиций в российскую экономику было вложено американцами. Поначалу советское правительство попыталось наладить тесное сотрудничество с США. В мае 1918 года через специального представителя Американского красного креста в России были переданы официальные предложения о предоставлении американскому бизнесу ряда концессий в России. Эти предложения, видимо, не стали даже рассматривать. 
США приняли активное участие в вооружённой интервенции против молодой Советской республики. 
Советское правительство в 1919 году назначило официальным представителем РСФСР в США Л. К. Мартенса. Юрисконсультом представительства стал Морис Хилквит, техническим советником -- профессор Ю.В. Ломоносов. Бюро расположилось в том же здании на Бродвее, 120,  где располагались бюро Weinberg & Posner engineering, а также штаб-квартиры American International Corporation (AIC), округа №2 Федеральной резервной системы США и офисы директоров Федерального резервного банка Нью-Йорка, компании банкира Моргана и, наконец, Клуб банкиров на последнем, 35-м этаже.
Организуя вооружённую борьбу с интервентами, Совнарком предпринимает и дипломатические шаги по аналогу оговорённой секретным соглашением после заключения Брестского мира контрибуции. Наркоминдел Г.Чичерин предлагает президенту США В.Вильсону выкуп: «Мы предлагаем Вам, Господин Президент, рассмотреть совместно с Вашими союзниками нижеследующие вопросы и дать нам на них точные вполне деловые ответы: намерены ли правительства в Америке, Англии и Франции перестать требовать крови русского народа и жизней русских граждан, если русский народ согласится уплатить им за это и откупиться от них так, как человек, подвергшийся внезапному нападению, откупается от того, кто на него напал? А в таком случае, какой именно дани требуют от русского народа правительства Америки, Англии и Франции? Требуют ли они концессий, передачи им на определенных условиях железных дорог, рудников, золотых приисков и т.д. или территориальных уступок какой-либо части Сибири или Кавказа, или же Мурманского побережья?»
В меморандуме, отправленном в Госдепартамент США 19 марта 1919 года, Мартенс оговаривает конкретные суммы: «В случае возобновления торговли с Соединенными Штатами Российское Правительство готово немедленно разместить в банках Европы и Америки золото на сумму в двести миллионов долларов (200 000 000 долларов) для покрытия стоимости первых закупок». Исследователь судеб золотого запаса Российской империи А.Г. Мосякин обнаружил в архивах документы об отправке в распоряжение Федеральной резервной системы США через Скандинавию 300 тонн русского золота. 
1 апреля руководство Антанты приняло решение о прекращении интервенции в России. Дипломатические отношения установлены не были, но Мартенсу удалось создать в Штатах своего рода просоветское лобби в виде таких организаций, как «Общество технической помощи Советской России», «Рабочий союз за торговлю с Россией», «Общество друзей Советской России», «Женщины Америки за признание России». Советская Россия вызвала интерес со стороны американского бизнеса. В 1919 году была создана Американская коммерческая организация содействия торговле с Россией, в которую вошли около 100 фирм (в том числе «LeHigh Machine Company», «Bebroff Foreign Trading Company», «New Hide Manufacturing Company», «Fairbanks Company», «Morris Company of Chicago») и которая финансировала деятельность Советского бюро Л. К. Мартенса в Нью-Йорке.
После того как стало понятно, что советская власть, выиграв Гражданскую войну, не уйдёт, страны Западной Европы постепенно становились на путь признания советского правительства, влиятельные же круги американской буржуазии всё ещё упорствовали, требуя от России обязательства уплатить царские долги. Однако те капиталисты США, которые имели непосредственные дела с Россией, настаивали на возобновлении с ней нормальных дипломатических отношений. Настаивали на признании Советского Союза и американские рабочие. Вопрос о признании Советского Союза оживлённо обсуждался в американской прессе. В июле 1920 года американские власти сняли эмбарго на торговлю с Россией. Переход к НЭПу видимо облегчил двусторонние связи с американским бизнесом. Некоторые американские промышленники получили концессии в Советской России. Первым из них стал А. Хаммер, которому достались асбестовые месторождения в районе Алапаевска (ноябрь 1921 года). Ещё в 1919 году советские представители установили связи с Г. Фордом, крупным производителем автомобилей и тракторов. СССР превратился в важного покупателя тракторов Форда (и в меньшей степени автомобилей). В 1923 году «Форд моторс» поставил в СССР 30 легковых автомобилей, 192 грузовика и 402 трактора; в 1924 году — 61 легковой автомобиль, 154 грузовика и 3108 тракторов. В начале 1920-х годов СССР был рынком сбыта американских товаров, что видно из следующих цифр. В 1924 году экспорт из СССР в США составил лишь 797 тыс. руб., тогда как американские поставки в Советский Союз — 18,7 млн руб.
В 1923 году Москву посетил ряд членов Конгресса США. Все их отзывы сводились к тому, что положение советского правительства весьма прочно, а СССР — «страна величайших возможностей и огромнейший рынок и Америке надо без проволочек договориться с советским правительством, иначе с ним войдут в соглашение другие». Однако, выборы президента в 1924 году и особенно нашумевшая «нефтяная панама» отодвинули на время в США вопрос о СССР, как и другие международные проблемы.
Установление дипломатических отношений произошло в 1933 году в обстановке, когда угроза агрессии со стороны гитлеровской Германии и империалистической Японии начала осознаваться американскими правящими кругами, которые, при параллельном развитии курса США на нейтралитет, продолжали вести американский вариант политики «невмешательства», закончившейся нападением на Пёрл-Харбор.
Значительным событием в налаживании личных отношений между американскими дипломатами и советскими официальными лицами могли стать встречи в непринуждённой атмосфере на неофициальных приёмах, которые посол Уильям Буллит проводил в своей личной резиденции в Москве — Спасо-хаусе. Наиболее крупной и хорошо отражённой в воспоминаниях участников стал Весенний фестиваль 24 апреля 1935 года. На нём присутствовало около 500 приглашённых и сотрудников американского дипломатического корпуса. Как утверждал секретарь посольства, это были «все, кто имел значение в Москве, кроме Сталина». Доктор философских наук и кандидат филологических Александр Эткинд особо выделял три группы приглашённых на фестиваль: большевики-интеллектуалы, высшее армейское командование и театральная элита. Организатором мероприятия выступил первый посол США в СССР в ранге специального помощника государственного секретаря США (с 1933 по 1936 годы) Уильям Кристиан Буллит, непосредственные хлопоты по украшению Спасо-хауса и организации программы приняли на себя сотрудник посольства Чарльз Тейер и супруга одного из дипломатов Ирена Моник  Уайли.
В конце июля 1937 года впервые за всю историю советско-американских отношений состоялся дружественный визит отряда кораблей ВМС США — во Владивостоке несколько дней находились крейсер «Аугуста» и 4 эсминца.

## Вторая мировая война
В декабре 1939 года США ввели в отношении СССР моральное эмбарго: запрет на поставки в Советский Союз самолётов, авиабомб, сырья и оборудования для авиационной промышленности под предлогом нанесения советской авиацией бомбовых ударов по городам Финляндии. 
СССР и США вступили в войну с разницей почти в полгода. 22 июня 1941 года Гитлеровская Германия напала на границы Советского союза и две стороны вошли в состояние войны, а 7 декабря Япония совершила нападение на Перл-Харбор, и в тот же день президент США Франклин Рузвельт выступил в Конгрессе с требованием объявить войну Японии, что Конгресс и сделал. В ответ на это, следуя договорённости, Германия и Италия объявили войну США. За месяц до этого СССР был присоединён к Ленд-лизу.

## Холодная война
С конца 40-х годов и вплоть до начала 60-х советско-американские отношения во многом складывались под воздействием политики «холодной войны» и «сдерживания коммунизма», проводимой США, ставившей в этом противостоянии в основном на военную силу, и прежде всего на ядерное оружие как гарантию военного превосходства над СССР.
1952 — нота Сталина по поводу объединения Германии.
Далее, после смерти Сталина, в конце 50-х — начале 60-х гг. советско-американские отношения стали отличаться своей открытостью.
Конец атомной монополии США, очевидная нереальность расчётов на подрыв устоев социализма в Советском Союзе и на создание препятствий социалистическому строительству в ряде стран Восточной Европы и Азии способствовали проявлению реалистических тенденций во внешней политике Вашингтона. Были сделаны первые шаги по нормализации отношений с СССР — Н. Хрущёв, первый из руководителей СССР посетил США с дружеским визитом, подписано двухгодичное советско-американское Соглашение в области культуры, техники и образования (январь 1958 г.).
15 августа 1963 года был подписан договор о частичном запрещении ядерных испытаний. Также была установлена прямая связь между Кремлём и Белым домом, что свидетельствовало о дружеских отношениях между СССР и США.
1955 — встреча в Женеве Хрущёва и Эйзенхауэра
1959 — кухонные дебаты стали первой встречей на высшем уровне между руководителями США и СССР после встречи в Женеве.
1959 — 15—27 сентября состоялся визит Хрущёва в США
1961 — 4 июня состоялась встреча Кеннеди и Хрущёва в Вене
1962 — Карибский кризис
Далее активное военно-политическое противостояние по всему миру, гонка вооружений.
1969 — начались советско-американские переговоры об ограничении стратегических наступательных вооружений.
В 1971—1979 гг. СССР и США подписали свыше 60 соглашений по самым различным сферам двусторонних отношений.
Период с 1981—1984 гг. характеризовался военно-политической конфронтацией двух государств из-за размещения ракет средней дальности на Европейском континенте.

### Разрядка

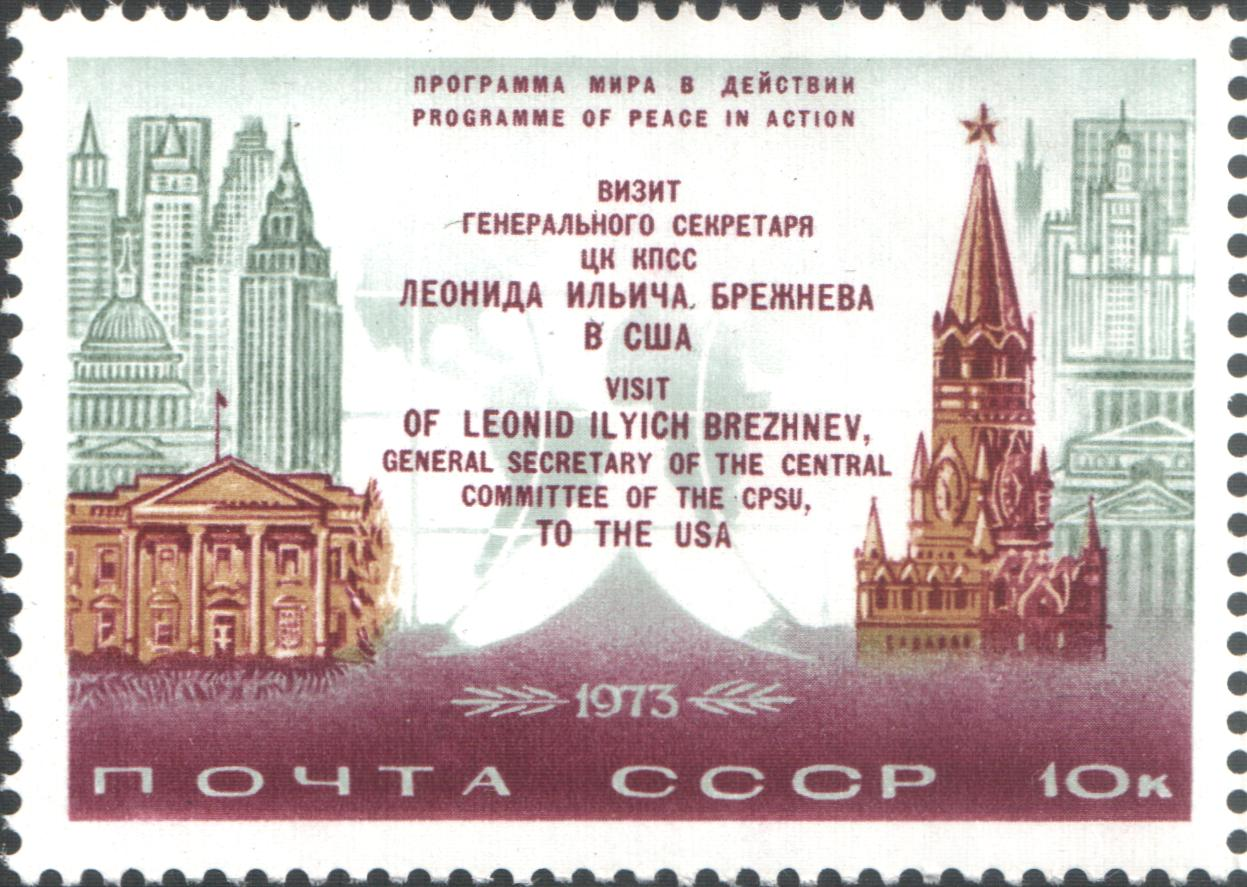
Почтовая марка СССР (1973 год)

Со второй половины 1960-х — начала 1970-х гг. советско-американские отношения были отмечены периодом «разрядки» во внешней политике.
Две главные черты характеризовали советско-американские отношения в начале 1980-х годов: практически полное отсутствие доверия и доминирование в повестке дня милитаристского компонента (это позволяло, в лучшем случае, более-менее регулировать гонку вооружений и договариваться о «потолках» — хотя и чрезвычайно высоких — систем вооружений).
Советско-американские отношения середины 1980-х можно условно разделить на 2 этапа:
- «Междуцарствие», когда у власти стояли Андропов, затем Черненко. Этот этап характеризуется ухудшением ситуации, начавшейся с ввода войск в Афганистан. США официально объявляет СССР «империей зла» (1983).
- Начало правления М. С. Горбачёва (до 1987 года). На этом этапе произошла относительная нормализация отношений, однако взаимная риторика пока отличалась жёсткостью.

## Перестройка
1985 и 1986 годы ознаменовались началом в марте 1985 г. новых советско-американских переговоров об ограничении ядерных и космических вооружений, постепенным восстановлением механизма политического диалога между СССР и США, в том числе и на высшем уровне. В декабре 1987 года СССР впервые идёт на существенные уступки в вопросе разоружений.
С 1988 года начинается резкое потепление отношений, в связи с отказом СССР от классового подхода в международной политике. Более того, примерно с этого времени США начинают восприниматься не как соперник и даже конкурент, а как безусловный пример для подражания, кумир, которому следует поклоняться. Если на «кухонных дебатах» в 1959 году Хрущёв активно отстаивал перед Никсоном преимущества социализма, то в 1988 Горбачёв позволяет Рейгану беспрепятственно пропагандировать студентам МГУ либерализм и свободный рынок. Всё это в итоге привело к тому, что к 1991 году СССР фактически отказался от мирового влияния и полностью вошёл в фарватер политики стран Запада.
Неоднократные контакты, в первые месяцы 1990 года, по телефону с Бушем и, на встречах в Москве, — с Джеймсом Бейкером, в связи с объединением Германии.
Встречи на высшем уровне:
- ноябрь 1985 — советско-американская встреча на высшем уровне в Женеве. В Совместном советско-американском заявлении по итогам встречи было отмечено, что «ядерная война никогда не должна быть развязана, в ней не может быть победителей»[13].
- октябрь 1986 — встреча в Рейкьявике. Важнейшая веха в советско-американском переговорном процессе по стратегическим наступательным вооружениям (советской стороной были представлены конкретные предложения уже не об ограничении, а о сокращении всех частей «ядерной триады», при условии взаимного отказа от переноса гонки вооружений в космос, однако из-за несогласия американской стороны с этим условием никаких документов на встрече принято не было)[14].
- декабрь 1987 — визит Горбачёва в США. Подписание соглашения о РСМД, по которому СССР впервые за всю историю Холодной войны пошёл на существенные уступки.
- май—июнь 1988 — визит Рейгана в Москву. Обмен ратификационными грамотами к Договору о РСМД.  Американский президент по просьбе Горбачёва выступает перед студентами МГУ с лекцией о свободных рынках — беспрецедентный случай для советской истории — идеологический противник открыто пропагандирует советской молодёжи свои ценности, причём с санкции Генерального секретаря ЦК КПСС.
- декабрь 1988 — встреча в Нью-Йорке (на Губернаторском острове) Горбачёва, Рейгана и Буша (избранного президентом накануне). Выступая с трибуны ООН, Горбачёв в заключительной части своей речи отдал должное прогрессу в налаживании отношений между СССР и США и провозгласил одностороннее сокращение армии, конверсию оборонной промышленности и начало вывода части войск из Восточной Европы и Монголии.
- 2-3 декабря 1989 — встреча на Мальте Буша и Горбачёва. Провозглашение окончания Холодной войны.
- конец июля 1991 года — официальный визит Буша в СССР. Подписание Горбачёвым и Бушем Договора об СНВ, а также соглашения о стратегическом партнёрстве СССР и США; обсуждение в Ново-Огарёве проблем всеобщей, планетарной безопасности[15].